# Usnochroma
Usnochroma is een geslacht van schimmels uit de familie Teloschistaceae. De typesoort is Usnochroma carphineum.

## Soorten
Volgens Index Fungorum telt het geslacht negen soorten (peildatum maart 2022):
| Soortnaam               | Auteur(s)                            | Publicatiejaar |
| ----------------------- | ------------------------------------ | -------------- |
| Usnochroma carphineum   | (Fr.) Søchting, Arup & Frödén        | 2013           |
| Usnochroma scoriophilum | (A. Massal.) Søchting, Arup & Frödén | 2013           |